# Esmeralda (Dargomyžskij)
Esmeralda è un'opera in quattro atti del compositore russo Aleksandr Sergeevič Dargomyžskij.

## Storia della composizione
Per comporre la sua prima opera Dargomyžskij inizialmente pensò di utilizzare come soggetto il dramma Lucrezia Borgia di Victor Hugo, ma su consiglio di Vasilij Žukovskij cambiò idea e si basò su Notre-Dame de Paris dello stesso autore. La composizione dell'opera durò circa quattro anni, dal 1838 al 1842. Inizialmente Dargomyžskij pensò di usare il libretto in francese, scritto dallo stesso Hugo per l'opera omonima di Louise Bertin, poi decise di farne egli stesso una traduzione in russo. La prima rappresentazione dell'opera ebbe luogo il 5 (17) dicembre 1847 al teatro Bol'šoj di Mosca.

## Trama
L'azione si svolge a Parigi nel 1482.

### Atto I
In una piazza a Parigi un gruppo di zingari canta e balla. Tra la folla, si cela l'arcidiacono Claude Frollo che si trova lì per vedere la giovane zingara Esmeralda, per la quale il suo cuore arde di passione. Gli zingari fanno entrare la ragazza che canta e balla, anche se il suo cuore è inquieto. Frollo la guarda con occhi ardenti finché delle grida improvvise non attirano la sua attenzione. La folla ha circondato un miserabile gobbo deforme: è Quasimodo, il campanaro di Notre-Dame de Paris. Frollo lo libera, ma lui stesso è in pericolo. L'intervento del capo degli zingari calma la folla, che si disperde. Claude Frollo si rivolge al capo zingaro per aiutarlo a rapire Esmeralda. Egli acconsente, perché è in debito con Frollo, che gli ha insegnato i segreti della stregoneria. Anche Quasimodo promette aiuto. Frollo è assorto in cupi pensieri: la sua passione infelice lo ha portato sull'orlo della perdizione, in quanto per ottenere l'amore di Esmeralda, ha iniziato a studiare la magia e si è venduto alle forze infernali, ma invano. La guardia notturna passa accanto a Claude e Quasimodo, in agguato nell'oscurità. Non appena i passi dei soldati si allontanano, i due assalgono Esmeralda. Le urla della giovane vengono udite dall'ufficiale che comanda il drappello, che torna indietro per aiutarla: l'agguato è fallito. Con una imprecazione, Claude scompare nelle tenebre, lasciando Quasimodo nelle mani dei soldati. Esmeralda ringrazia il suo salvatore e gli chiede chi sia: il suo nome è Phoebus de Chateaupers. Incantato dalla bellezza della ragazza, le chiede un bacio, ma Esmeralda scappa via.

### Atto II
Scena prima Quasimodo catturato da Phoebus subisce una meritata punizione per aver tentato di rapire Esmeralda. La gente si accalca attorno al gobbo arrestato, facendosi beffe di lui. Quasimodo soffre la sete e chiede da bere, ma nessuno gli dà dell'acqua. Esmeralda impietosita gli porge da bere ed il gobbo le è grato. Esmeralda chiede a Phoebus di rilasciare Quasimodo, perché lo perdona. Phoebus soddisfa la sua richiesta e dà alla bella zingara la sua sciarpa.
Scena seconda Nella casa di Fleur-de-Lys, promessa sposa di Phoebus, gli ospiti si riuniscono e ballano, poi stanchi escono sul balcone. Vedendo Esmeralda tra la folla, l'amico di Phoebus Chevreuse attira la sua attenzione sulla bella zingara. Fleur-de-Lys e le sue amiche chiedono di chiamare Esmeralda in casa: vogliono vedere la ragazza salvata da Phoebus. Esmeralda entra nella sala. Tutti sono meravigliati per la sua bellezza. Fleur-de-Lys però  si ingelosice vedendo al collo della zingara la stessa sciarpa che ha donato a Phoebus: irritata la ragazza ordina ad Esmeralda di lasciare la sala. Phoebus prende una zingara sotto la sua protezione.

### Atto III
Phoebus, sta aspettando alla periferia della città di incontrare Esmeralda, quando Claude improvvisamente gli appare Claude, che gli ordina di lasciar perdere la zingara. Phoebus non accetta e si sentono i passi di Esmeralda; Claude si nasconde nelle tenebre. Esmeralda corre dal suo amato. Per la prima volta nella sua vita, la ragazza prova l'amore. Ma l'oscurità la spaventa, sente dei passi. Phoebus cerca di calmarla quando come un lampo il pugnale di Frollo lo colpisce. Esmeralda perde i sensi e cade accanto al corpo del suo amato.

### Atto IV
Scena prima Esmeralda è in una segreta, accusata di aver ucciso un ufficiale, che è punibile con la morte. In preda alla disperazione, Esmeralda si rivolge al cielo. Perché è condannata a subire questi tormenti? Il suo amato è morto, è accusata di un crimine terribile, e nessuno può ora proteggerla e provare la sua innocenza. La pesante porta si apre, Claude Frollo entra nel sotterraneo e dice alla ragazza che si avvicina la sua ultima ora. Esmeralda è pronta a morire, le sue sofferenze sono così grandi che la morte le sembra una liberazione. Improvvisamente, Esmeralda riconosce in Frollo l'assassino di Phoebus. Egli la implora di ricambiare alla sua passione, così la salverà dall'esecuzione. Esmeralda inorridita lo allontana da sé. Frollo esce dalla segreta, sbattendo la pesante porta alle sue spalle.
Scena seconda La piazza di fronte alla Cattedrale di Notre Dame. Esmeralda è condotta al patibolo e la folla la circonda. Molti sono toccati dalla sua giovinezza e bellezza. Tra la folla, Esmeralda nota di nuovo Claude, che per l'ultima volta le offre la salvezza, ma Esmeralda rifiuta sdegnosamente. Quando la fiamma del rogo sta per avvolgere Esmeralda, Quasimodo balza dal davanzale di pietra della cattedrale. Afferra la ragazza, e si nasconde con lei nella cattedrale. Ora nessuno osa toccarla: l'usanza protegge il criminale che si affida alla protezione della cattedrale. Frollo non si arrende: Esmeralda deve morire, le volte della cattedrale non possono essere un rifugio per la strega, che deve essere portata fuori dalla cattedrale e condannata. L'improvvisa apparizione nella piazza di Phoebus ferma la folla: il capitano, fatalmente pallido e non ancora guarito addita Frollo come suo aggressore. Ma le ferite di Phoebus si riaprono e lui muore. Anche Esmeralda muore accanto al corpo dell'amato, e gli astanti piangono i due innamorati.